# 古圜法
古圜法（こえんほう、古圓法）は、中国で発行された円形の銅貨のうち最初期のもの。通常、先秦のものを指すが、異なる定義を採用する文献もある。

## 概要
「圜法」には本来「幣制」「あまねく行き渡る」などの意味があり、古圜法とは古銭と同義である。現在では中国で発行された円形の銅貨のうち先秦のものをもっぱら指す。
古圜法は布貨・刀貨よりも遅れて紀元前4世紀頃出現した。ただし、布貨・刀貨に置き換わった訳ではなく、並行して使用されていた時期もある（周末を中心に）。
韓，魏，趙や東周では円孔円銭が、斉，燕，秦では方孔円銭が流通した。孔に銭刺しを通し束ねても布銭や刀銭に比べてかさばらず、収容に適した。秦は両、珠を、 魏は釿を、 斉は化を単位とした。
円形の形状については、璧を模したものであるという説が有力。玉などの素材で製作された璧は、殷の時代より珍重されていた。後に青銅の璧が作られ、円形の銅貨に変化したと考えられている。その他、刀貨の端の円環状の部分に由来する、糸車を模したものであるなどの説がある。大きく分けて円形円孔のものと円形方孔のものがある。
古圜法は戦国七雄のうち韓と楚を除く各国、そして西周・東周によって発行された。秦によって中国が統一されると半両銭が発行されるが、これ以降隋代までの中国の銭貨は「古文銭」と呼ばれる。
例としては、円孔円銭の垣字銭・共字銭(以上魏)、方孔円銭の賹六化(宝六化)・賹四化(宝四化)・賹化(宝化)(以上斉)・明化・一化(以上燕)などがある。